# Campionati italiani di ciclismo su pista 2006
I Campionati italiani di ciclismo su pista 2006 si svolsero a Bassano del Grappa, presso il Velodromo "Rino Mercante", tra il 24 e il 28 luglio.
I primi due giorni furono dedicati all'assegnazione dei titoli esordienti ed allievi.

## Risultati
| Eventi                            | Oro                                                 | Tempo   | Argento                                                  | Tempo   | Bronzo                                                      | Tempo   |
| Uomini Open                       |                                                     |         |                                                          |         |                                                             |         |
| Velocità individuale dettagli     | Roberto Chiappa                                     |         | Marco Brossa                                             |         | Gabriele Gentile                                            |         |
| Velocità a squadre dettagli       | Lazio, Piemonte, Veneto Chiappa, Brossa, Sangion    | 1'17"18 | Lazio, Piemonte, Veneto Marcotto, Napolitano, Bernardini | 1'17"46 | Lombardia, Piemonte, Piemonte Pavani, Salet, Conti          | 1'22"61 |
| Inseguimento individuale dettagli | Marco Pinotti                                       | 4'36"60 | Alan Marangoni                                           | 4'49"14 | Enrico Peruffo                                              | ?       |
| Inseguimento a squadre dettagli   | Veneto A Biolo, Cantone, Oss, Peruffo               | 4'26"60 | Veneto C Busato, Cortivo, Marangoni, Marcotto            | 4'29"55 | Veneto B Bernardini, Marangoni, Tomei, Buttazzoni           | ?       |
| Km da fermo dettagli              | Marco Brossa                                        | 1'05"77 | Saveriano Sangion                                        | 1'06"3  | Enrico Peruffo                                              | 1'09"14 |
| Corsa a punti dettagli            | Angelo Ciccone                                      | 99 p.ti | Martino Marcotto                                         | 86      | Fabio Masotti                                               | 70      |
| Keirin dettagli                   | Roberto Chiappa                                     |         | Marco Brossa                                             |         | Domenico Mei                                                |         |
| Scratch dettagli                  | Alan Marangoni                                      |         | Daniele Menaspà                                          |         | Fabio Masotti                                               |         |
| Madison dettagli                  | Angelo Ciccone Fabio Masotti                        |         | Samuele Marzoli Giairo Ermeti                            |         | Andrea Pinos Alex Buttazzoni                                |         |
| Uomini Juniores                   |                                                     |         |                                                          |         |                                                             |         |
| Velocità a squadre dettagli       | Veneto B Aberio, Viviani, Benfatto                  | 1'17"98 | Lombardia A Braggion, Rota, Pelucchi                     | 1'18"54 | Emilia-Romagna A Barattieri, Mattiacci, Pavan               | 1'19"37 |
| Inseguimento individuale dettagli | Marco Coledan                                       |         | Simone Frigato                                           |         | Davide Cimolai                                              |         |
| Inseguimento a squadre dettagli   | Emilia-Romagna Barattieri, Frigato, Maccari, Malori | 4'28"70 | Veneto A Benfatto, Bertolini, Coledan, Viviani           | 4'32"70 | Friuli-Venezia Giulia Calligaro, Cimolai, Marcolina, Petter | ?       |
| Km da fermo dettagli              | Stefano Presello                                    | 1'07"00 | Andrea Guardini                                          | 1'07"75 | Simone Frigato                                              | 1'08"00 |
| Corsa a punti dettagli            | Thomas Bertolini                                    | 30 p.ti | Fabrizio Braggion                                        | 22      | Andrea Guardini                                             | 15      |
| Keirin dettagli                   | Matteo Pelucchi                                     |         | Elia Viviani                                             |         | Luca Del Ben                                                |         |
| Scratch dettagli                  | Marco Benfatto                                      |         | Luca Del Ben                                             |         | Mattia Ceola                                                |         |
| Madison dettagli                  | Veneto Tomas Alberio, Elia Viviani                  |         | Friuli-Venezia Giulia Davide Cimolai, Davide Calligaro   |         | Veneto Matteo Bugno Nicolò Martinello                       |         |
| Donne Elite                       |                                                     |         |                                                          |         |                                                             |         |
| Velocità dettagli                 | Elisa Frisoni                                       |         | Annalisa Cucinotta                                       |         | Annamaria Scafetta                                          |         |
| Inseguimento individuale dettagli | Silvia Valsecchi                                    |         | Giovanna Troldi                                          |         | Monia Baccaille                                             |         |
| 500 m da fermo dettagli           | Elisa Frisoni                                       | 36"75   | Lisa Gatto                                               | 38"33   | Annalisa Cucinotta                                          | 38"93   |
| Corsa a punti dettagli            | Alessandra D'Ettorre                                | 49 p.ti | Vera Carrara                                             | 43      | Silvia Valsecchi                                            | 31      |
| Keirin dettagli                   | Elisa Frisoni                                       |         | Annalisa Cucinotta                                       |         | Annamaria Scafetta                                          |         |
| Scratch dettagli                  | Alessandra D'Ettorre                                |         | Vera Carrara                                             |         | Monia Baccaille                                             |         |
| Donne Juniores                    |                                                     |         |                                                          |         |                                                             |         |
| Velocità dettagli                 | Marina Gandini                                      |         | Serena Mensa                                             |         | Simona Frapporti                                            |         |
| Inseguimento individuale dettagli | Laura Doria                                         |         | Gloria Presti                                            |         | Silvia Castoldi                                             |         |
| 500 m da fermo dettagli           | Simona Frapporti                                    | 38"83   | Laura Doria                                              | 39"39   | Marina Gandini                                              | 39"57   |
| Corsa a punti dettagli            | Marina Romoli                                       | 23 p.ti | Alessia Massaccesi                                       | 16      | Giada Borgato                                               | 15      |
| Keirin dettagli                   | Laura Doria                                         |         | Marina Gandini                                           |         | Chiara Bortolus                                             |         |
| Scratch dettagli                  | Serena Mensa                                        |         | Marina Romoli                                            |         | Chiara Bortolus                                             |         |